# Isabel Díaz Ayuso
Isabel Natividad Díaz Ayuso (Madrid, 17 de outubro de 1978) é uma política espanhola filiada ao Partido Popular. Desde agosto de 2019 é presidente da Comunidade de Madrid, uma das dezessete comunidades autônomas da Espanha.

## Biografia
Nasceu a 17 de outubro de 1978 em Madrid, numa família que vive no bairro Chamberí, cresceu e onde ainda vive. Os seus pais estavam envolvidos no comércio de artigos médicos; o seu pai, Leonardo Díaz, morreu em 2014 após três anos sofrendo de demência senil. A sua família paterna é originária do município de Ávila de Sotillo de la Adrada.  É licenciada em Jornalismo pela Universidade Complutense de Madrid (UCM) e mestre em Comunicação Política e Protocolo, trabalhou na comunicação social em Espanha, Irlanda (numa estação de rádio) e Equador (numa produtora de televisão). Filiada ao Partido Popular (PP) em 2005, quando Pablo Casado era presidente de Novas Gerações em Madrid.
Especializada em comunicação política, dirigiu a área virtual do PP em Madrid e foi responsável pela campanha digital de Cristina Cifuentes em 2015. Também foi presidente do Comitê de Adesão do PP em Madrid e responsável pela área nacional de comunicação digital do PP.

## Trajetória política
Candidata à lista do PP para as eleições para a Assembleia de Madrid de 2011, não foi eleita então deputada. Entrou na 9ª legislatura do parlamento regional a 15 de julho para preencher a vaga devido à demissão de Engracia Hidalgo. Ela renovou o seu ato de vice nas eleições de 2015. Durante a décima legislatura, foi porta-voz adjunta do seu grupo parlamentar na Assembleia de Madrid, cargo que deixou em setembro de 2017, juntamente com a sua qualidade de deputada, por ocasião da sua nomeação como Vice-Ministra da Presidência e Justiça do governo. Durante as 9ª e 10ª legislaturas, foi porta-voz das comissões de Telemadrid e de Cultura e Turismo, bem como membro das comissões de Educação e Desporto e das comissões da Presidência, Justiça e Porta-voz do Governo. Em maio de 2018, foi nomeada Secretária Adjunta de Comunicação e porta-voz do PP em Madrid.
A 11 de janeiro de 2019, foi anunciada a decisão do presidente do PP, Pablo Casado, de designá-la como chefe da lista do seu partido para as eleições da Assembleia de Madrid de 2019, concorrendo assim como candidata à presidência da Comunidade de Madrid.
Nas eleições de 26 de maio de 2019, a lista do PP obteve 22,23% dos votos válidos e 30 assentos, a segunda lista mais votada depois do PSOE, a lista mais votada com 27,31% dos votos válidos e 37 assentos.
Nas eleições para a Assembleia de Madrid de 2021, com Isabel Díaz Ayuso no comando, a candidatura do Partido Popular obteve uma vitória retumbante com 1.620.213 votos (44,3% dos votos expressos), atribuídos por 65 deputados da Assembleia, mais que o dobro do alcançado nas eleições eleições anteriores. Em termos absolutos, este é o maior número de votos da história para qualquer candidatura em uma eleição para a Assembleia de Madrid.
Em Abril de 2021, aprovará uma reforma fiscal destinada a baixar os impostos sobre as sucessões e doações.
Entre 200.000 e 670.000 manifestantes reúnem-se a 13 de Novembro de 2022 em Madrid para defender o sistema de saúde pública na região e contra uma proposta de reforma do sector. A manifestação visa as políticas de saúde de Isabel Diaz Ayuso, que pretende desenvolver parcerias público-privadas e reestruturar o sistema de cuidados comunitários. Segundo os sindicatos, estes serviços têm estado sob pressão durante vários anos, devido à falta de recursos e de pessoal, e a uma gestão regional deficiente.

### Posições políticas
Sobre as alterações climáticas, ela diz que "sempre existiu" e rejeitou "reivindicações apocalípticas" como parte de uma "conspiração comunista".

Ela apoia o neoliberalismo em questões económicas.